# Charrerie dans l'Égypte antique
La charrerie dans l'Égypte antique constituait une unité indépendante de la force militaire du roi. On pense que les chars ont été utilisés pour la première fois comme arme en Égypte par les Hyksôs au XVIe siècle avant notre ère. Les Égyptiens ont ensuite développé leur propre conception de char.

## Conception
L'archéologue Joost Crouwel écrit que 

« les chars ne sont pas des inventions soudaines, mais se sont développés à partir de véhicules antérieurs montés sur des roues à disque ou à barre transversale. Ce développement peut être retracé au Proche-Orient, où les « vrais » chars à roues à rayons et à traction hippomobile sont attestés pour la première fois dans la première partie du deuxième millénaire avant Jésus-Christ... »

 Les premiers chars étaient principalement utilisés pour le transport. Avec les améliorations technologiques apportées à leur structure (comme la construction de roues en forme de « barre transversale » pour réduire le poids du véhicule), l'utilisation des chars à des fins militaires a commencé. Les Égyptiens ont inventé la selle à joug pour leurs chevaux de char vers 1500 avant notre ère. Les chars étaient efficaces en raison de leur vitesse, de leur mobilité et de leur force, que l'infanterie de l'époque ne pouvait égaler. Ils sont rapidement devenus une nouvelle arme puissante dans tout le Proche-Orient antique. Les exemples les mieux préservés de chars égyptiens sont les six spécimens du tombeau de Toutânkhamon.

## Charrerie de guerre

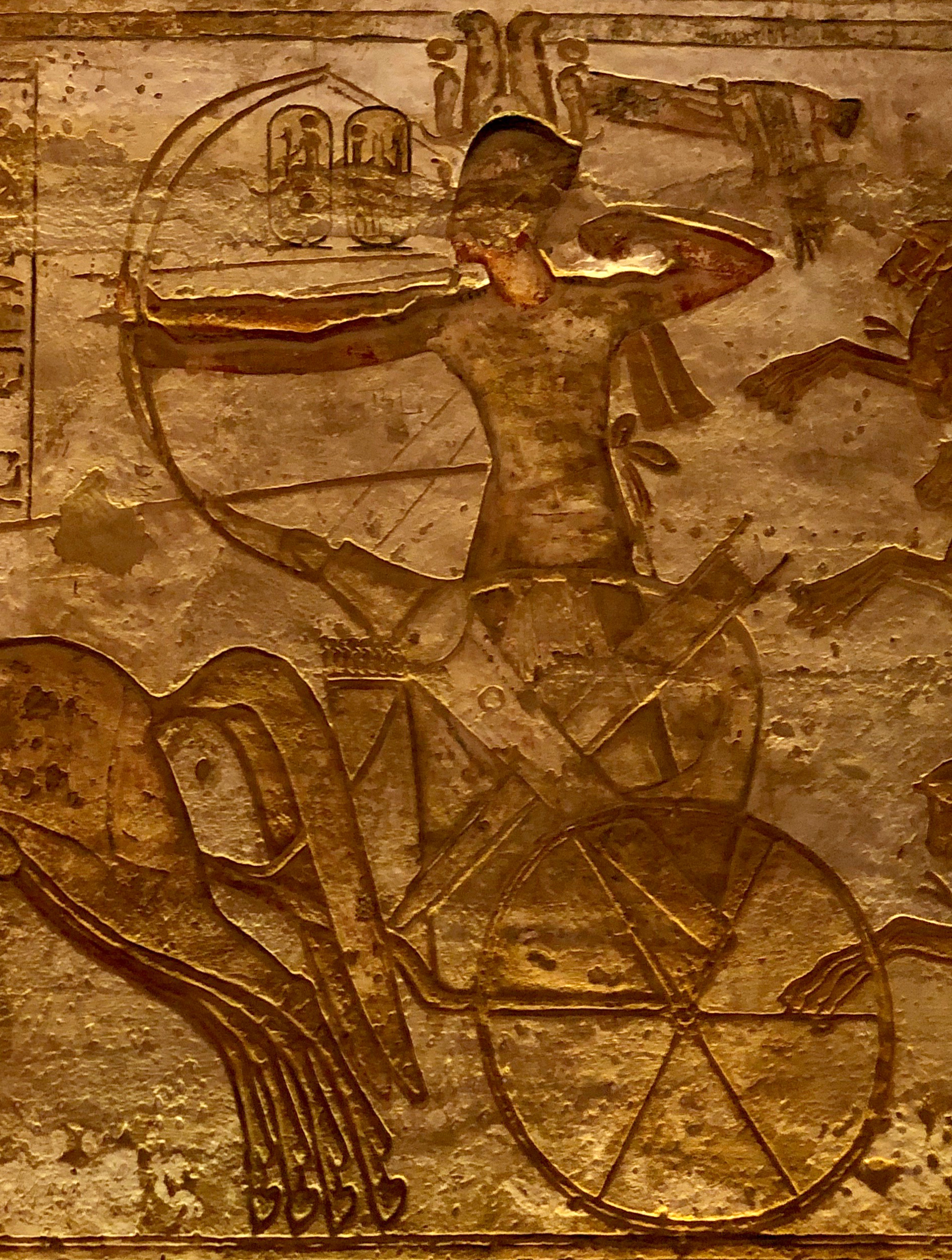
Ramsès II combattant dans un char à la bataille de Qadech avec deux archers, l'un avec les rênes attachées autour de sa taille pour libérer ses deux mains.Relief d'Abou Simbel.

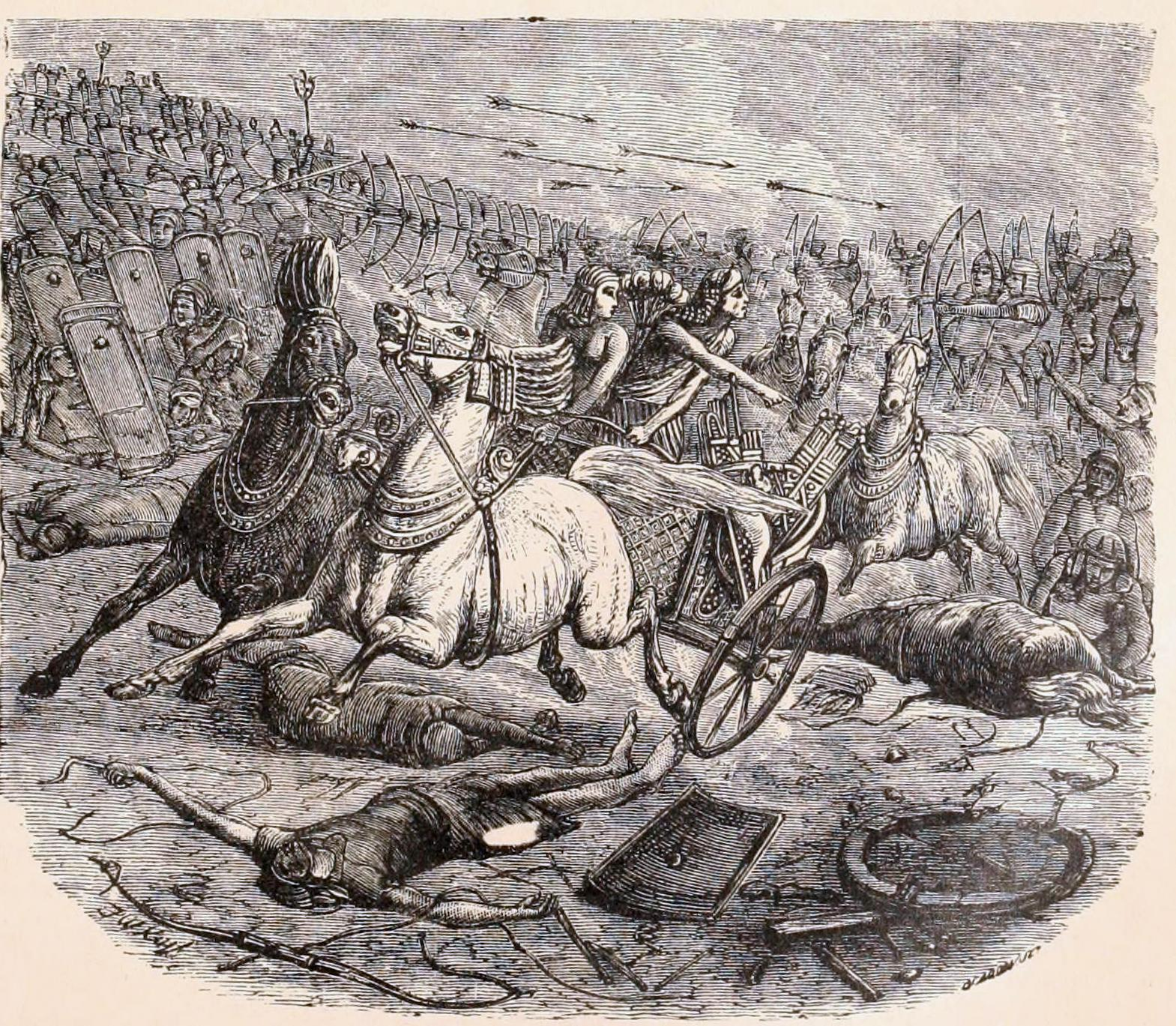
Chariot de guerre égyptienIllustration d'Israel Smith Clare, 1847.

Les chars étaient très coûteux, lourds et sujets aux pannes, mais contrairement à la cavalerie primitive, ils offraient une plate-forme plus stable pour les archers. Les chars étaient également efficaces pour le tir à l'arc en raison des arcs relativement longs utilisés, et même après l'invention de l'arc composite, la longueur de l'arc n'a pas été réduite de manière significative. Un tel arc était difficile à manier à cheval. Un char pouvait également transporter plus de munitions qu'un cavalier seul. Le char avait un conducteur et un homme avec un arc.
Cependant, le char présentait également plusieurs inconvénients, notamment sa taille et sa dépendance à l'égard d'un terrain approprié. Leur utilisation a été comparée à celle des chars dans les guerres modernes, mais cela est contesté, par les spécialistes qui soulignent que les chars antiques étaient vulnérables, fragiles et nécessitaient un terrain plat, alors que les chars modernes sont des véhicules tout-terrain lourdement blindés. Les chars ne pouvaient donc pas être utilisés de la même manière que les chars modernes en tant que force de choc physique,.
La charrerie forme une force d'élite dans l'armée égyptienne antique. Dans les champs de bataille, les chars portent généralement le premier coup et sont suivis de près par l'infanterie qui avançe pour exploiter la percée qui en résulte, un peu comme l'infanterie peut opérer derrière un groupe de véhicules armés dans les guerres modernes. Ces tactiques sont les plus efficaces contre des lignes d'infanterie légère moins disciplinée. Les chars, beaucoup plus rapides que les fantassins, poursuivent et dispersent les ennemis brisés pour sceller la victoire. Les chars légers égyptiens contiennent un conducteur et un guerrier, tous deux pouvant être armés d'un arc et d'une lance.
Dans l'Égypte antique, les membres de la charrie formaient leur propre classe aristocratique connue sous le nom de « jeunes héros ». Le symbolisme héroïque est visible dans les peintures contemporaines où le roi est représenté chevauchant avec les élites, tirant des flèches sur les ennemis. Cette image est devenue typique de l'iconographie du pouvoir royal au Nouvel Empire. Alors que les chars sont de plus en plus intégrés à l'entraînement militaire, notamment sous le régime d'Amenhotep II, le guerrier sur char sert également de défenseur. Il est entraîné à manier l'arc avec précision même lorsque le cheval est au galop, un exploit qu'Amenhotep II aurait pu réaliser.
La preuve textuelle la plus connue et la mieux conservée concernant les chars égyptiens en action est celle de la Bataille de Qadesh sous le règne de Ramsès II, qui fut probablement la plus grande bataille de chars de l'histoire. Ouadjkheperrê Kames a la particularité d'être le premier souverain égyptien à utiliser le char et les unités de cavalerie dans la bataille, ce qui lui donna la victoire. Les récits révèlent que les Hyksôs, qui régnaient sur les territoires du nord sous son règne, ont été surpris lorsque des chars égyptiens ont commencé à rouler sur le champ de bataille à Nefrusy, au nord de Cusae (près de l'actuelle Assiout). Les chars étaient des versions améliorées de ceux qu'ils utilisaient pour terroriser l'ennemi,.